# Советское расследование Катынского дела (1943—1944)
Советское расследование Катынского дела (1943—1944) — проводившееся в 1943—1944 годах советскими властями расследование массового убийства польских военнослужащих в Козьих Горах.
В 1943 году представители Третьего рейха заявили о том, что на оккупированной Германией советской территории близ Смоленска обнаружены массовые захоронения польских граждан. Немецкая сторона предложила польской и международной комиссиям экспертов убедиться в наличии захоронений на месте и осмотреть их; комиссии сделали выводы о причастности к расстрелам НКВД СССР.
После освобождения Смоленска в сентябре 1943 года советская стороной было начато собственное расследование. Были созданы две комиссии — комиссия НКВД-НКГБ, проводившая первоначальное расследование, и Специальная комиссия по установлению и расследованию обстоятельств расстрела немецко-фашистскими захватчиками в Катынском лесу (близ Смоленска) военнопленных польских офицеров. Целью этих комиссий было установление стороны, ответственной за расстрелы.
Результатом работы комиссий стал отчёт, в котором утверждается, что расстрелы поляков в 1941 году производились немецкими оккупационными войсками. Этот отчёт лёг в основу советской версии событий, использовавшейся вплоть до официального признания советской стороной в 1990 году ответственности за расстрелы поляков НКВД СССР.

## Комиссия НКВД — НКГБ
5 октября 1943 года распоряжением Чрезвычайной государственной комиссии (ЧГК) по установлению и расследованию злодеяний немецко-фашистских захватчиков и их сообщников была создана специальная комиссия из представителей НКВД и НКГБ, которую возглавляли нарком госбезопасности Меркулов и заместитель наркома внутренних дел Берии Сергей Круглов. С 5 октября 1943 года по 10 января 1944 года оперуполномоченные обоих ведомств проводили в Катыни «предварительное расследование», то есть подготовку к официальному расследованию. По некоторым данным, их деятельность сводилась к обследованию не до конца раскопанной могилы № 8, а также подготовке подложных документов и особенно лжесвидетелей. В начале 1990-х гг. на допросе в Главной военной прокуратуре бывший подполковник госбезопасности А. С. Козлов подробно рассказал о ходе этой подготовки.

## Отчёт комиссии НКВД — НКГБ
Официальный отчет о деятельности комиссии гласил, что ею было допрошено 95 свидетелей, проверено 17 заявлений, поданных в ЧГК, рассмотрены и изучены различные относящиеся к делу документы, осмотрено место расположения катынских могил и проведена экспертиза. Далее в отчёте с приведением многочисленных свидетельских показаний утверждалось, что к западу от Смоленска находились три лагеря особого назначения для польских военнопленных: ОН-1, ОН-2 и ОН-3. Находившиеся там пленные были заняты на дорожных работах. Летом 1941 года эти лагеря не успели эвакуировать, и пленные были захвачены немцами. Некоторое время они по-прежнему работали на дорожных работах, но в августе-сентябре 1941 года были расстреляны. Расстрелы осуществлялись «немецким военным учреждением, скрывающимся под условным наименованием „штаб 537-го строительного батальона“ во главе с обер-лейтенантом Арнесом» и его сотрудниками — обер-лейтенантом Рекстом, лейтенантом Хоттом и другими. Штаб ведомства якобы находился на бывшей даче НКВД в Козьих Горах (в Катынском лесу). Весной 1943 года немцы раскопали могилы и изъяли оттуда все документы, датированные позднее весны 1940 года, а проводивших эти раскопки советских пленных расстреляли. Местных жителей силой и угрозами заставили давать ложные показания.
Таким образом, в этом отчете была изложена версия событий и распространённая система доказательств (свидетельские показания и т. д.), на которую затем опиралась официальная комиссия Бурденко.
В 1990-е гг. на допросах в Главной военной прокуратуре РФ многие из оставшихся к этому времени в живых свидетелей, допрошенных комиссией «органов» в 1943 году, отказались от своих показаний.
Как выяснилось из архивов ГУЛАГа, под видом лагерей для пленных поляков описывались три реальных лагеря системы Вяземлага (обычные исправительно-трудовые лагеря), числившиеся под аббревиатурой АБР (асфальтно-бетонные районы), заключенные которых были заняты на постройке шоссе Москва-Минск. Во всей системе Вяземлага тогда числилось лишь 11 заключенных-поляков.

## Комиссия Бурденко
12 января 1944 года, когда работы комиссии органов были завершены, ЧГК объявила о создании «Специальной комиссии по установлению и расследованию обстоятельств расстрела немецко-фашистскими захватчиками в Катынском лесу (близ Смоленска) военнопленных польских офицеров».
Председателем комиссии был назначен главный хирург Красной Армии академик Николай Бурденко, до этого занимавшийся (в качестве члена ЧГК) расследованием нацистских преступлений в Смоленской области.
Остальными членами комиссии были писатель Алексей Толстой, митрополит Николай (Ярушевич), председатель Всеславянского комитета генерал Александр Гундоров, председатель ИК Советских обществ Красного Креста и Красного Полумесяца профессор С. А. Колесников, нарком просвещения академик Владимир Потёмкин, начальник Главного военно-санитарного управления Красной Армии генерал-полковник Ефим Смирнов и председатель Смоленского облисполкома Роман Мельников. Работа комиссии проходила при тесном личном участии глав органов государственной безопасности — Круглова и Меркулова, указавших направление её работы.
В качестве судебно-медицинских экспертов в состав судебно-медицинской экспертной комиссии вошли:
- В. Ю. Прозоровский, главный судебно-медицинский эксперт Наркомздрава СССР и директор государственного научно-исследовательского института судебной медицины народного комиссариата здравоохранения СССР.
- Др. В. М. Смольянинов, профессор кафедры судебной медицины 2-го Московского государственного медицинского института.
- Др. Д. Н. Выропаев, профессор патологической анатомии.
- Др. П. В. Семеновский, старший научный сотрудник танатологического отделения государственного научно-исследовательского института судебной медицины Наркомздрава СССР.
- Доц. М. Д. Швайкова, старший научный сотрудник судебно-химического отделения государственного научно-исследовательского института судебной медицины Наркомздрава СССР.
- Никольский, Главный судебно-медицинский эксперт Западного фронта, майор медицинской службы.
- Бусоедов, эксперт судебной медицины, капитан медицинской службы
- Субботин, начальник патолого-анатомической лаборатории 92, майор медицинской службы.
- Оглобин, майор медицинской службы.
- Садыков, старший лейтенант медицинской службы.
- Пушкарёва, старший лейтенант медицинской службы.

Раскопки были начаты 14 января; эксгумационные работы и опросы свидетелей проводила сама комиссия на протяжении 5 дней — с 17 по 23 января. Всего было эксгумировано и исследовано 925 трупов. Согласно утверждению комиссии, на телах убитых было найдено несколько документов с датами позже весны 1940. Это были: два запроса из Польши, пять квитанций из ломбардов о приёмке золотых часов и денег, небольшая бумажная икона с пометкой «4 апреля 1941 г.» и не отправленная открытка Станислава Кучинского от 20 июня 1941 года. Впоследствии Главной Военной Прокуратурой РФ было доказано, что документы являлись плодом прямой фальсификации. В ходе работы комиссий Меркулова-Круглова и Бурденко часть польских могил (в том числе отдельные могилы генералов и прежде всего не до конца раскопанная немцами могила № 8) была уничтожена; часть черепов была изъята Бурденко «для коллекции», а обезглавленные останки свалены в беспорядке.
22 января на место эксгумации были приглашены иностранные корреспонденты, включая дочь американского посла; в их присутствии Бурденко вскрыл три трупа, утверждая при этом, что трупы относительно свежие. Журналистам, даже симпатизирующим СССР (таким, как, например, Александр Верт), эта акция показалась «неуклюжей и грубой». Трупы не извлекали из могил в присутствии журналистов; документов, якобы найденных в могилах, предъявлено не было; допрос свидетеля (профессора-астронома, бывшего вице-бургомистра Смоленска Бориса Базилевского) производил впечатление явной инсценировки. Трупы были в зимней одежде, что удивило журналистов, так как согласно официальной версии эти люди были расстреляны в августе-сентябре. На пресс-конференции Потёмкин повторил версию комиссии НКВД-НКГБ. Однако когда корреспонденты начали задавать конкретные вопросы (сколько было военнопленных в Смоленской области, где они располагались, где работали, почему эксгумация не проводилась осенью, до морозов) — он не смог дать определённого ответа: на вопрос, почему на поляках зимняя одежда, он ответил, что климат в области переменчив; на вопрос, почему поляки не разбежались после прихода немцев, а продолжали трудиться на дорожных работах, Потёмкин отвечал: «Они как работали, так и остались работать, по инерции».
После пресс-конференции время расстрела в документах было изменено на «сентябрь-декабрь», то есть на холодные месяцы, чтобы объяснить наличие на убитых тёплой одежды, но в ранее записанных свидетельских показаниях даты остались прежними.
26 января было опубликовано сообщение Специальной комиссии. Сообщение, отредактированное лично Меркуловым, по структуре является буквальным пересказом отчёта комиссии НКВД-НКГБ, многие показания свидетелей из отчёта воспроизведены дословно; Меркулов даже повторил допущенные в отчёте ошибки в именах и инициалах свидетелей. В отчёте также отмечалось, что расстрелы произведены способом, применявшимся при массовых убийствах нацистами советских граждан в других городах. Согласно Сообщению, в Катыни «общее количество трупов по подсчёту судебно-медицинских экспертов достигает 11 тысяч». Ю. Мацкевич отмечал, что завышенная почти втрое цифра перекочевала в документ из «геббельсовской пропаганды» — как он полагал, потому что позволяла списать на «катынское злодеяние фашистов» всех пропавших без вести офицеров.
30 января в присутствии представителей польского корпуса останки расстрелянных были перезахоронены.

## Показания Арно Дюре

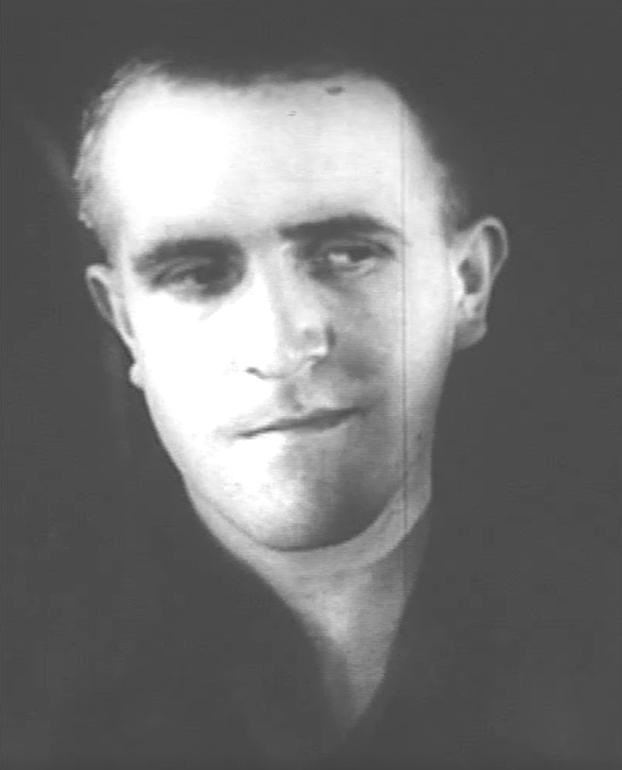
Арно Дюре улыбается. Кадр из документального фильма «Приговор народа», 1946 год

1 января 1946 года агентство Рейтер сообщило, что немецкий офицер Арно Дюре, выступая на суде в Ленинграде, «сознался, что Катынскую резню устроили нацисты, и описал, как в Катынском лесу было расстреляно и зарыто 15-20 тысяч людей — польских офицеров и евреев». Согласно данным дела, на открытом процессе группы военных преступников во главе с комендантом Пскова Ремлингером, некто Арно Дюре (Dürre) заявил, что он участвовал в рытье рва в Катыни, в который затем в октябре-ноябре 1941 года СС свозила трупы поляков, русских, евреев и так далее. В результате Дюре, лично расстреливавший людей в карательных операциях в Ленинградской области, получил 15 лет лагерей, тогда как большинство обвиняемых на процессе были повешены. Этот процесс состоялся в то время, когда шла подготовка к предъявлению немецкому руководству соответствующего обвинения в Нюрнберге.
По версии авторов книги или автора статьи (со ссылкой на историка Mike Schmeitzner), вернувшись в Германию в 1954 году, Арно Дюре отказался от своих показаний и заявил, что следствие вынудило его дать их.

## Утверждение о немецких верёвках
В отчете комиссии НКВД-НКГБ содержится утверждение, что по показаниям очевидцев руки убитых были связаны бумажными шпагатами, которые в те годы производились в Германии и не производились в СССР:

«Верёвки, которыми были связаны руки, сохранились хорошо, были витые, светло-желтого цвета. Распустившийся конец одной из таких верёвок давал повод считать, что верёвка сделана из бумаги».
В отчёте комиссии Бурденко утверждения о бумажных верёвках не содержится, говорится о «белых плетёных шнурах». В отчётах немецкого расследования также говорится о толстых (3-4 мм) витых шнурах фабричного производства, какие используются для штор.